# Cumulus mediocris
Cumulus mediocris is een wolkensoort en is onderdeel van een internationaal systeem om wolken te classificeren naar eigenschap volgens de internationale wolkenclassificatie. Cumulus mediocris komt van het geslacht cumulus, met als betekenis gestapeld en de term mediocris komt van middelmatig. Deze wolken veroorzaken geen neerslag, maar kunnen doorgroeien tot wolken als cumulus congestus en cumulonimbus die wel neerslag geven.

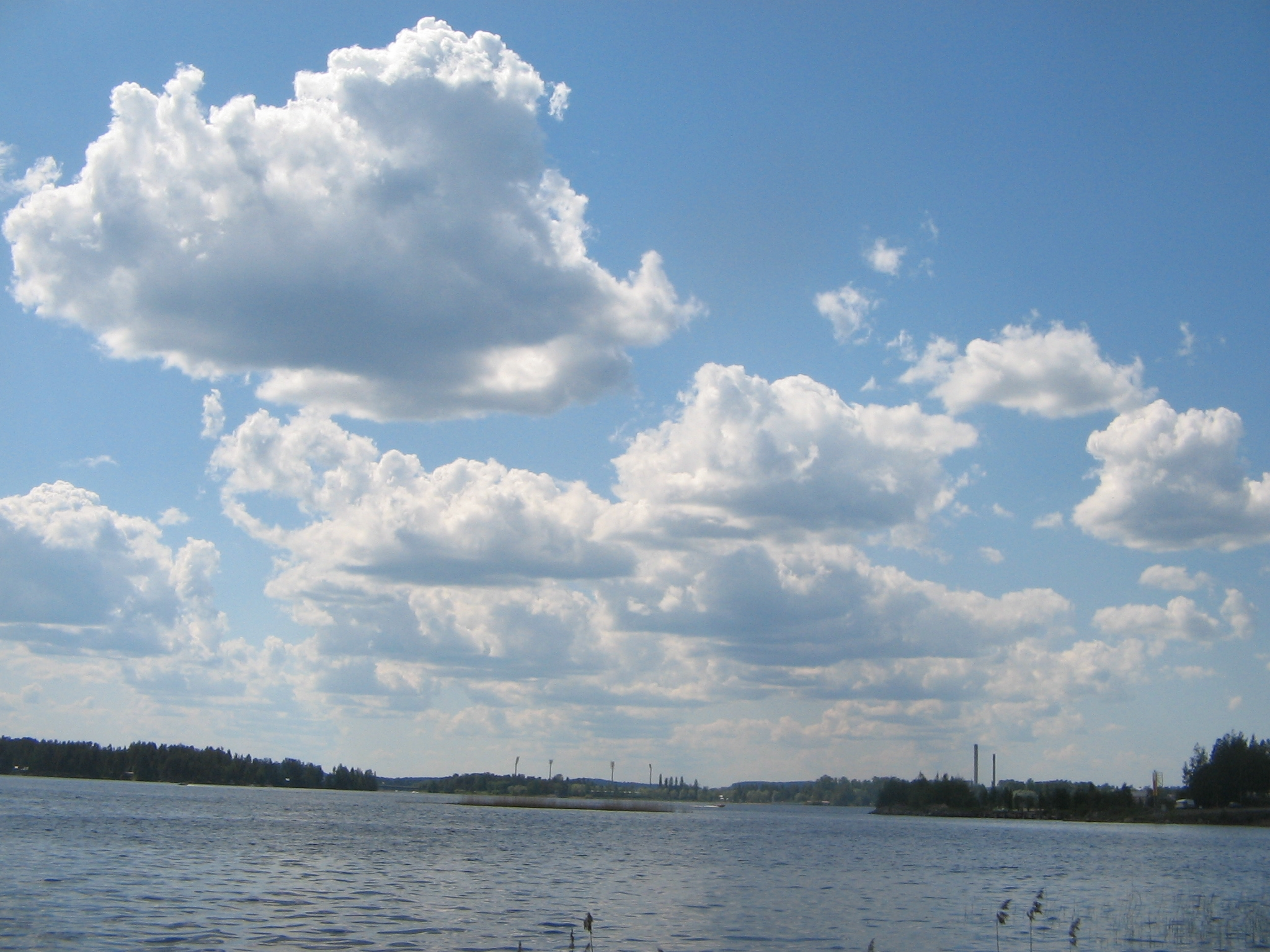
Cumulus mediocris
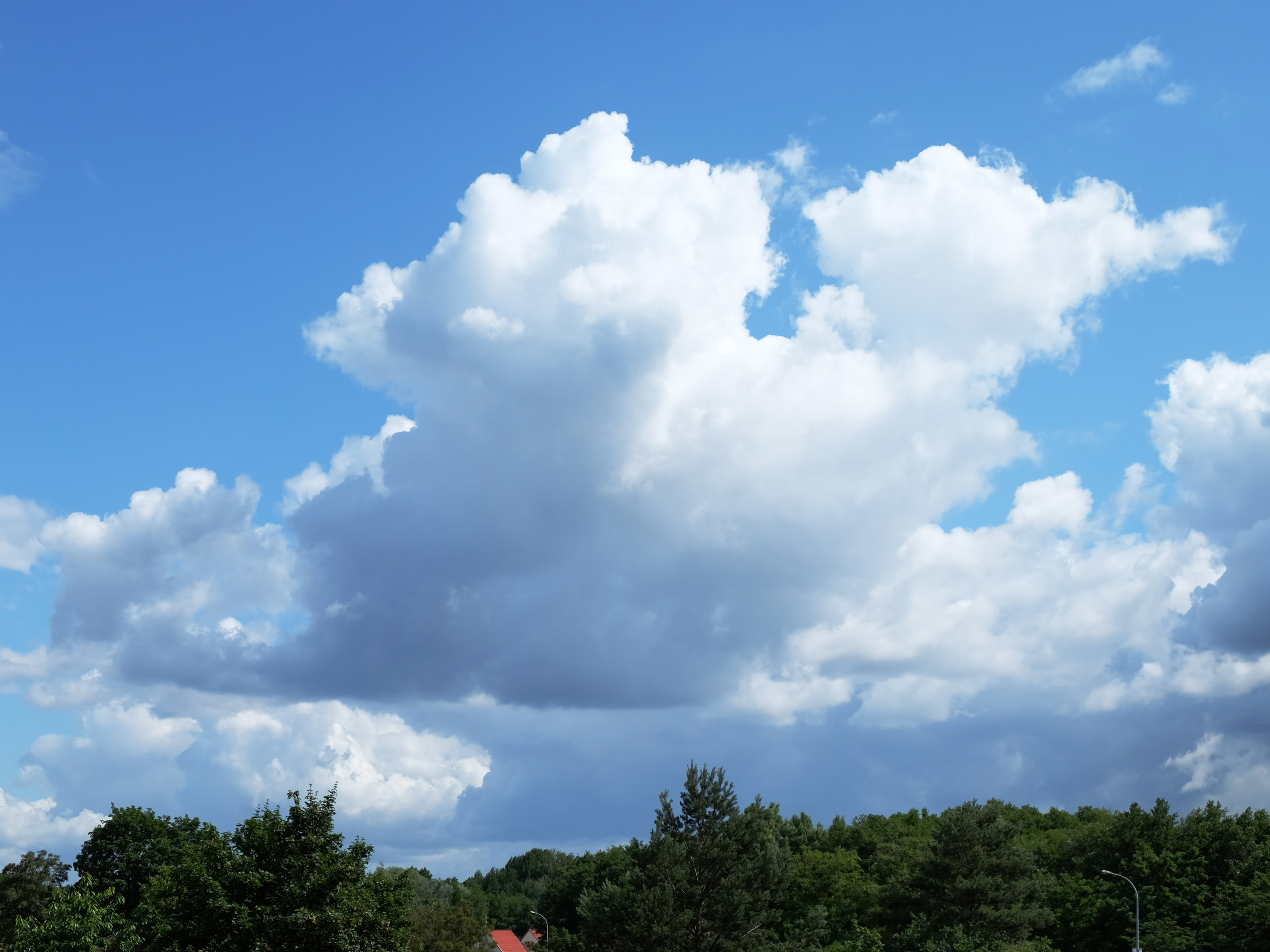
Cumulus mediocris